# Eisstock aux Jeux olympiques de 1936
Navigation
Édition suivante
L'eisstock est un sport de démonstration aux Jeux olympiques d'hiver de 1936, qui ont lieu à Garmisch-Partenkirchen en Allemagne. Ce sport populaire dans les pays alpins apparaît aux Jeux olympiques pour la première fois, et il sera à nouveau une démonstration aux Jeux olympiques d'hiver de 1964 organisés à Innsbruck en Autriche. Huit équipes masculines venant d'Allemagne, d'Autriche et de Tchécoslovaquie disputent un tournoi international remporté par l'équipe autrichienne du Tyrol. Deux épreuves individuelles remportées par des Autrichiens et des tournois nationaux masculin et féminin réunissant des équipes allemandes sont également organisés. Les épreuves sont disputées les 9 et 10 février sur le Rießersee.

## Résultats

### Longueur hommes individuel
| Place | Pays            | Athlète                | Longueur |
| ----- | --------------- | ---------------------- | -------- |
| 1     | Autriche        | Georg Edenhauser       | 154,6    |
| 2     | Autriche        | Friedrich Mosshammer   | 145,0    |
| 3     | Allemagne       | Ludwig Retzer          | 144,6    |
| 4     | Allemagne       | Ferdinand Erb          | 140      |
| 5     | Autriche        | Anton Schaffernack     | 139,8    |
| 6     | Allemagne       | Max Pfeffer            | 137,6    |
| 7     | Allemagne       | Lorenz Kollmannsberger | 127,6    |
| 8     | Tchécoslovaquie | Karl Wolfinger         | 107,0    |
| 9     | Autriche        | August Ischepp         | 102,0    |

### Précision hommes individuel
| Place | Pays            | Athlète           | Anneaux/tir | Points |
| ----- | --------------- | ----------------- | ----------- | ------ |
| 1     | Autriche        | Ignaz Reiterer    | 1-0-9-0-5   | 15     |
| 2     | Allemagne       | August Brunner    | 0-0-0-0-9   | 9      |
| 3     | Tchécoslovaquie | Karl Wolfinger    | 0-0-0-9-0   | 9      |
| 4     | Autriche        | Franz Lawugger    | 0-0-9-0-0   | 9      |
| 5     | Autriche        | Josef Kalkschmid  | 0-9-0-0-0   | 9      |
| 6     | Allemagne       | Hans Moser        | 0-0-0-5-0   | 5      |
| 7     | Autriche        | Josef Marx        | 0-0-3-1-0   | 4      |
| 8     | Allemagne       | Hans Bielmeier    | 0-0-0-3-0   | 3      |
| 9     | Tchécoslovaquie | Friedrich Arnhold | 0-0-0-1-0   | 1      |
| 10    | Tchécoslovaquie | Hans Großmann     | 0-1-0-0-0   | 1      |

### Par équipes hommes
| Place | Pays    | Provenance | Athlètes                                                                            | Jeux    | Points  | Note finale |
| ----- | ------- | ---------- | ----------------------------------------------------------------------------------- | ------- | ------- | ----------- |
| 1     | AUT I   | Tyrol      | Wilhelm Silbermayr Anton Ritzl Otto Ritzl Wilhelm Pichler Rudolf Rainer             | 6:1     | 154:75  | 2,053       |
| 2     | GER III | Miesbach   | Georg Redel Ferdinand Erb Johann Eibach Josef Lenz Alois Dirnberger                 | 3,5:3,5 | 157:86  | 1,825       |
| 3     | AUT II  | Styrie     | Josef Hödl-Schlehofer Johann Mrakitsch Rudolf Wagner Friedrich Schieg Hubert Lögler | 6:1     | 141:90  | 1,567       |
| 4     | GER II  | Straubing  | Ludwig Holzer Franz-Xaver Bachl Hans Bielmeier Albert Karl Georg Kronfeldner        | 3:4     | 125:100 | 1,250       |
| 5     | GER I   | Zwiesel    | Wolfgang Röck Jakob Eisch Max Pfeffer Kurt Pfeffer Hermann Fuchs                    | 3,5:3,5 | 95:119  | 0,798       |
| 6     | AUT III | Carinthie  | Josef Hafner Isidor Waitschacher Josef Kleewein Paul Begrusch Josef Maierbrugger    | 3:4     | 111:142 | 0,782       |
| 7     | TCH I   | -          | Karl Wolfinger Friedrich Brave Friedrich Feistner Friedrich Arnhold                 | 3:4     | 100:135 | 0,741       |
| 8     | TCH II  | -          | Hans Bernhardt Rudolf Kopal Hans Großmann Alfred Hein Otto Hanff                    | 0:6     | 62:198  | 0,313       |